# Mount Jacklyn
Mount Jacklyn ist ein 1557 m hoher und kegelförmiger Berggipfel im ostantarktischen Mac-Robertson-Land. Im östlichen Teil der Athos Range in den Prince Charles Mountains ragt er aus einem hufeisenförmigen Gebirgskamm 1,5 km südlich des Farley-Massivs auf. Nur 300 m seiner Gesamthöhe sind über die ihn umgebenden Eismassen hinaus sichtbar.
Teilnehmer einer von 1956 bis 1957 dauernden Kampagne unter der Leitung des australischen Bergsteigers William Gordon Bewsher (1924–2012) im Rahmen der Australian National Antarctic Research Expeditions besuchten den Berg erstmals und benannten ihn. Namensgeber ist der Physiker Robert Mainwaring Jacklyn (* 1922), der die kosmische Strahlung 1956 auf der Mawson-Station untersuchte.